# 黑尔斯欧文和罗利里吉斯 (英国国会选区)
黑爾斯歐文和羅利里吉斯（英語：Halesowen and Rowley Regis），英國國會一自治市選區，位於英格蘭西米德蘭茲郡，包括達德利東南部四個地方選區和桑德韋爾都市自治市西南部三個地方選區。
本區創設於1997年。2010年大選當區議員、工黨的西爾維婭·希爾退休，議席由保守黨的詹姆斯·莫里斯以41.2%選票取得。